# Ulsan HD FC
L'Ulsan Hyundai FC és un club de futbol sud-coreà de la ciutat d'Ulsan.

## Història
El club va ser fundat el 6 de desembre de 1983 i entrà a la K-League el 1984 amb el nom de Hyundai Horangi (que significa Hyundai Tigres) propietat de la corporació Hyundai. Començà jugant a la província de Gangwon però el 1990 es traslladà a la ciutat d'Ulsan, esdevenint el 1996 Ulsan Hyundai Horangi.

## Palmarès
- Copa de Campions d'Àsia de l'Est 1
  - 2006
- Lliga sud-coreana de futbol 5
  - 1996, 2005, 2022, 2023, 2024
- Supercopa sud-coreana de futbol 1
  - 2006
- Copa Adidas 2
  - 1995, 1998
- Copa Hauzen 1
  - 2007
- Campionat Professional de Corea del Sud 1
  - 1986

## Futbolistes destacats
- Huh Jung-Moo 1984-1986
- Choi Kang-Hee 1984-1992
- Choi In-Young 1984-1996
- Byun Byung-Joo 1990-1991
- Kim Hyun-Seok 1990-1999, 2001-2003
- Yoo Sang-Chul 1994-1998, 2002-2003, 2005-2006
- Lee Chun-Soo 2002-2003, 2005-2007
- Choi Sung-Yong 2007
- Kim Young-Kwang 2007-
- Woo Sung-Yong 2007-2008
- Dodô 2003-2004
- Zé Carlos 2005-2007
- Leandro Machado 2005-2007
- Luizinho 2008-